# Kjeldahl-metoden

Uppslutningssteget

Destillation (avdrivning) av ammoniak över till saltsyralösning

Kjeldahl-metoden är en av de mest utnyttjade analysmetoderna för bestämning av kväve i organiska föreningar. Metoden framlades 1883 av den danske kemisten Johan Kjeldahl. T.ex. innehåller de flesta proteiner ca 15 % kväve och att bestämma kvävemängd i livsmedel är en indirekt metod för att bestämma mängden protein, då de andra huvudgrupperna som utgörs av kolhydrater och fettämnen, har lågt eller inget kväveinnehåll.
I Kjeldahl-metoden bryter man först ned och löser (”uppsluter”) provet i kokande svavelsyra. De organiska aminföreningarna omvandlas härvid till ammonium, NH4+, medan andra föreningar i provet oxideras. Sålunda omvandlas kol (C), väte (H) och kväve (N) till koldioxid (CO2), vatten (H2O) och ammonium (NH4+).
Kvicksilver, koppar och selen katalyserar nedbrytningsprocesserna. För att ytterligare påskynda reaktionerna höjes kokpunkten, som för koncentrerad svavelsyra ligger vid 338 °C för 98-procentig svavelsyra, genom tillsats av kaliumsulfat (K2SO4). 
Uppslutningen görs i en långhalsad Kjeldahlskolv, som förhindrar förluster från stänk vid kokningen. I alternativa uppslutningsmetoder kan man dessutom tillsätta väteperoxid (H2O2) eller kaliumperoxodisulfat (K2S2O8)för att påskynda uppslutningen.
När uppslutningen är klar tillsättes natriumhydroxid (NaOH) tills lösningen blir alkalisk varigenom ammoniumjoner (NH4+) omvandlas till ammoniak (NH3). Härefter destilleras (avdrives) bildad ammoniak i lösningen över till en behållare med känd mängd saltsyra (HCl). Härvid reagerar saltsyra och ammoniak i molförhållandet 1:1. Överskott av icke reagerad mängd saltsyra titreras därefter med natriumhydroxid. Skillnaden mellan den kända mängden saltsyra och den förbrukade mängden natriumhydroxid motsvarar mängden kväve i provet.